# Lithium Depletion Boundary Technique
Die Lithium Depletion Boundary Technique (deutsch Lithium-Abreicherungsgrenztechnik) ist ein Verfahren der beobachtenden Astronomie zur Altersbestimmung von Sternen und Braunen Zwergen in Sternhaufen.
Das Element Lithium wird bei Temperaturen von 3 Mio. K durch thermonukleare Reaktionen im Inneren von Sternen zerstört. Diese relativ niedrige Temperatur in Kombination mit der vollständigen Durchmischung durch Konvektion während der Kontraktion eines Sterns auf dem Weg zur Hauptreihe ermöglicht die Bestimmung des Alters eines Sternhaufens oder einer Sternassoziation, da die Entwicklungsgeschwindigkeit von Sternen von ihrer Masse abhängt: je massereicher ein Stern, desto schneller erreicht er auf dem Weg zur Hauptreihe die Temperatur, um Lithium zu verbrennen. Deshalb kann durch Messung der Leuchtkraft der Sterne, deren Lithium noch nicht prozessiert wurde, das Alter mit einer Genauigkeit von 10 % abgeschätzt werden. Das Verfahren kann bis zu einem Alter von 200 Millionen Jahren verwendet werden, da Braune Zwerge mit unter 0,06 Sonnenmassen in ihrem Kern nie die Temperaturgrenze von 3 Mio. Kelvin erreichen.